# Lunine mene
Lunina mena je oblika neposredno osvetljenega dela Lune, videno iz Zemlje. Lunine mene se skozi periodo sinodskega meseca (okoli 29,53 dni) počasi spreminjajo, saj se orbitalni položaji Lune okoli Zemlje in Zemlje okoli Sonca spreminjajo.
Luna je plimsko zaklenjena z zemljino gravitacijo; to pomeni, da nam Luna kaže vedno isto stran (zaradi libracije pa skupno rahlo več). Tako imenovana bližnja stran je spremenljivo osvetljena, kar je odvisno od položaja Lune v njeni orbiti. To pomeni, da se delež Lune, ki je osvetljen, lahko spreminja od 0% (mlaj) do 100% (ščip). Lunin terminator je meja med osvetljeno in temno poloblo.
Vsaka izmed štirih "srednjih" luninih men (glej spodaj) traja okoli 7,4 dni, a se rahlo spreminja zaradi eliptične oblike lunine tirnice. Če ne upoštevamo nekaterih kraterjev blizu luninih polov, kot so Shoemaker, so vsi deli Lune osvetljeni s sončno svetlobo za 13,77 dni, ki jih sledi 13,77 dni »noči«. (daljna stran Lune, ki kaže stran od Zemlje, se včasih imenuje tudi »temna stran«, toda to je neposrečeno ime).

## Lunine mene
Poznamo štiri osnovne lunine mene: mlaj (prazna luna), prvi krajec,(desni) ščip (polna luna) in zadnji krajec (levi), ko je lunina ekliptična dolžina kot s Soncem (videno z Zemlje) zaporedno 0°, 90°, 180° in 270°. Vsaka izmed teh faz se zdi rahlo drugačna ob različnih krajih na različnih lokacijah po Zemlji. Med intervali med osnovnimi menami so srednje mene, med katerimi je Lunina navidezna oblika ali srp ali dokaj debela luna. Te srednje mene trajajo eno četrtino sinodskega meseca ali 7,38 dni v povprečju. Opis rastoči se uporablja za srednjo meno, ko se lunina navidezna oblika debeli od mlaja proti ščipu, opis upadajoči pa se uporablja za srednje faze, ko se oblika manjša. Najdaljše trajanje med polno in prazno luno (ali med prazno in polno luno) je okoli 15 dni in 14,5 ur, najkrajše trajanje pa traja le 13 dni in 22,5 ur.
- Mlaj se zdi višje na poletni sončev obrat kot na zimski sončev obrat.

- Prvi krajec se zdi višje na nebu na pomladno enakonočje kot na jesensko enakonočje.

- Polna luna se zdi višje na zimski sončev obrat kot na poletni sončev obrat.

- Zadnji krajec se zdi višje na jesensko enakonočje kot na pomladno enakonočje.

- Rastoči srp se zdi višje na sredini pomladi (5. maja na severni polobli in 7. november na južni polobli) kot na sredini jeseni (7. november na severni polobli ali 5. maj na južni polobli).

- Rastoča luna se zdi višje v sredini jeseni (4. februar na severni polobli ali 7. avgust na južni polobli) kot v sredini poletja (7. avgust na severni polobli ali 4. februar na južni polobli).

- Upadajoča luna se zdi višje v sredini jeseni (7. november na severni polobli ali 5. maj na južni polobli) kot na sredini pomladi (5. maj na severni polobli ali 7. november na južni polobli).

- Upadajoči srp se zdi višje v sredini poletja (7. avgust na severni polobli ali 4. februar na južni polobli) kot v sredini jeseni (4. februar na severni polobli ali 7. avgust na južni polobli).

| Lunina mena    | Severna polobla                                                      | Južna polobla                                                        | Vidnost                                         | Povprečen čas luninega vzhoda | Povprečen čas najvišjega položaja | Povprečen čas luninega zahoda | Severna polobla | Južna polobla | Fotografija (pogled iz severne poloble) |
| -------------- | -------------------------------------------------------------------- | -------------------------------------------------------------------- | ----------------------------------------------- | ----------------------------- | --------------------------------- | ----------------------------- | --------------- | ------------- | --------------------------------------- |
| Mlaj           | Disk je popolnoma v sončevi senci (osvetljen le z zemljino svetlobo) | Disk je popolnoma v sončevi senci (osvetljen le z zemljino svetlobo) | Neviden (preblizu Sonca)                        | 6:00                          | 12:00                             | 18:00                         |                 |               | Ni vidna                                |
| Rastoči srp    | Desna stran, osvetljen 0,1%–49,9%                                    | Leva stran, osvetljen 0,1–49,9%                                      | Pozno jutro do večernega mraka                  | 9:00                          | 15:00                             | 21:00                         |                 |               |                                         |
| Prvi krajec    | Desna stran, osvetljen 50%                                           | Leva stran, osvetljen 50%                                            | Popoldan in zgodaj zvečer                       | 12:00                         | 18:00                             | 24:00                         |                 |               |                                         |
| Rastoča luna   | Desna stran, osvetljen 50,1%–99,9%                                   | Leva stran, osvetljen 50,1%–99,9%                                    | Pozni popoldan in večino noči                   | 15:00                         | 21:00                             | 3:00                          |                 |               |                                         |
| Ščip           | 100% osvetljen disk                                                  | 100% osvetljen disk                                                  | Od sončnega zahoda do sončnega vzhoda (vso noč) | 18:00                         | 24:00                             | 6:00                          |                 |               |                                         |
| Upadajoča luna | Leva stran, osvetljen 99,9%–50,1%                                    | Desna stran, osvetljen 99,9%–50,1%                                   | Večino noči in zgodaj zjutraj                   | 21:00                         | 3:00                              | 9:00                          |                 |               |                                         |
| Zadnji krajec  | Leva stran, osvetljen 50%                                            | Desna stran, osvetljen 50%                                           | Pozno noč in jutro                              | 24:00                         | 6:00                              | 12:00                         |                 |               |                                         |
| Upadajoči srp  | Leva stran, osvetljen 49,9%–0,1%                                     | Desna stran, osvetljen 49,9%–0,1%                                    | Jutranji mrak in zgodnji popoldan               | 3:00                          | 9:00                              | 15:00                         |                 |               |                                         |

Ne-zahodne kulture uporabljajo tudi drugačno število luninih faz; na primer tradicionalni Havajci imajo skupno 30 men (eno na dan).

### Splošno
- Katalog luninih men za šest tisočletij
- U.S. Naval Service o luninih menah / Kako izgleda Luna danes Arhivirano 2011-09-02 na Wayback Machine. (United States Naval Observatory)
- Imena za polno luno
- Trenutna lunina mena
- Dolžina lunarnega cikla (analiza numerične integracije)

### Izobraževalni pripomočki
- Odprtokodni fizikalni model luninih men
- Simulator luninih men (animacija)
- Starchild: Norija mesečina Igra o luninih menah
- Imena in slike 8 luninih men
- Astrofizikalni znanstveni projekt – raziskovanje & izobraževanje: Lunine mene Kviz
- Nabor fotografij luninih men v visoki ločljivosti (1200x1200 pikslov) na 1-stopinjskih razmikih - Pogledi na Luno iz 4 strani na katerikoli relativni meni
- Spredaj/zadaj/vzhodno/zahodno raziskovanje luninih men
- Mnemonski pripomočki za lunine mene
- Ideja za dejavnosti o Luni iz Jet Propulsion Laboratory